# Lysůvky
Lysůvky (niem. Lotrinkowitz, pol. Lotrynkowice) – część miasta Frydek-Mistek w kraju morawsko-śląskim, w powiecie Frydek-Mistek w Czechach. Jest to także gmina katastralna o powierzchni 205,1072 ha, która obejmuje również dzielnicę Zelinkovice.  Lysůvky położone są w granicach historycznego regionu Moraw. Populacja w 2001 wynosiła 303 osoby, zaś w 2012 odnotowano 123 adresy.
Na wzgórzu Štandl (350 m n.p.m.) znajdują się pozostałości XIII-wiecznego grodu w postaci okrągłego wału ziemnego.